# Eduard Pons Prades
Eduard Pons Prades (Barcelona, 19 de desembre de 1920 – 28 de maig de 2007), també conegut pel pseudònim de Floreado Barsino, va ser un escriptor especialitzat en la Història Contemporània espanyola del segle xx, guionista documental, actiu partícip del Partit Sindicalista d'Ángel Pestaña, militant de la Confederació Nacional del Treball i conferenciant.

## Biografia
Fill d'un ebenista emigrant valencià, del poble d'Alboraia, militant del Partit Federal i fundador del Sindicat Únic d'Elaborar Fusta, Pons Prades va néixer en el barri del Raval de Barcelona, poc abans de l'assassinat, gairebé sota casa seva, del sindicalista Salvador Seguí, personalitat representativa de l'anarcosindicalisme barceloní de principis del segle xx, en el qual la seva pròpia família militava. El seu pare, una vegada coneguda per part de la burgesia catalana la seva condició sindicalista, va perdre el negoci d'ebenisteria i va passar a encarregar-se de la biblioteca de la Casa de València a Barcelona on va simpatitzar amb Vicenç Claver, conegut Republicà Federalista i impulsor del dia del Llibre en la Festivitat de Sant Jordi a Espanya.
La seva mare, Gloria Prades Núñez, també emigrant valenciana del poble d'Almàssera i militant del Partit Sindicalista, amb l'arribada de la Segona República Espanyola va entrar a treballar al Palau de la Generalitat per l'amistat que mantenia la família amb Martí Barrera (conseller en aquella època).
Ja des de molt jove, Pons va ser alumne de l'Escola Racionalista Labor, que continuava la filosofia de Francesc Ferrer i Guàrdia i el director de la qual era Germinal Puig Elias. Allà va assistir als ensenyaments d'Alberto Carsí, enginyer i geòleg. Assistia també a les conferències que es realitzaven a l'Asiàtic. La seva vocació era l'ensenyament i per a això va estudiar a L'Escola del Treball, tot i que la seva carrera es va veure frustrada per l'esclat de la Guerra Civil espanyola.
El seu pare es va suïcidar l'any 1936, però el seu oncle no obstant això, faista convençut, va dur a coll el fèretre de Buenaventura Durruti per tota l'anomenada en l'època Via Durruti (l'actual Via Laietana) el mes de novembre del mateix any 1936.
En 1937 es va afiliar com militant de la CNT i va col·laborar activament en la col·lectivització del Consell Econòmic de la Fusta i altres locals com l'Església de Santa Madrona del barri del Poble Sec.

### Guerra civil espanyola
Amb 16 anys es va allistar en l'Exèrcit Popular de la República falsificant la seva edat, ingressant a l'Escola Popular de Guerra d'Escorial de la Serra. Va assolir el títol de sergent de metralladores, que va recollir de mans del poeta Miguel Hernández, en aquell temps comissari polític de la 46a Divisió. Va ser ferit el 17 de març de 1938 en els bombardejos més intensos soferts a Barcelona en la guerra. Una vegada recuperat de les greus ferides va ingressar a la Lleva del Biberó on conegué Joan Llarch. Va combatre posteriorment en la batalla de Guadarrama, en la batalla de Brunete i en la batalla de l'Ebre amb només 17 anys.
Amb la derrota de la República, va participar en la posterior evacuació de ferits republicans d'hospitals des de Barcelona fins a la frontera amb França; del 15 de desembre de 1938 al 10 de febrer de 1939 van aconseguir treure del país a 10.300 ferits de guerra.
| «                    | Con el corazón maltrecho, por el violento trallazo de su derrota, se vería entrar en Francia, en las más frías jornadas de invierno de 1938–1939, a unos hombres de pelo enmarañado, desaliñados, malolientes, con barbas de pordiosero, de carnes escurridas, con los uniformes salpicados de sangre y plomo y el mirar de visionarios... Eran los primeros —los únicos— que habían osado plantar cara al fascismo en Europa, con las armas en la mano. | » |
| — Eduard Pons Prades | |   |

### Segona Guerra Mundial
En 1939 es va exiliar a França i va ser ingressat, ferit, en l'hospital de Carcasona. Més tard va prendre contacte amb el maquis francès i l'exèrcit gal durant la Segona Guerra Mundial, combatent contra els exèrcits alemanys nazis en el sector entre Bèlgica i Luxemburg. Després de la derrota de l'exèrcit francès, en 1942, va prendre contacte amb Manolo Huet, intentant salvar vides de jueus i d'aliats en territori francès.
Ja integrat en l'exèrcit dels Generals Leclerc i de Gaulle, intervé en alliberar dels alemanys el departament francès de l'Aude.

### Postguerra
Una vegada acabada la Guerra, s'instal·la a França, des d'on organitza dos viatges a Espanya per encàrrec del Partit Sindicalista, l'octubre de 1944 i el desembre de 1945. En un viatge posterior, quan es disposava a tornar a França amb un guia de la partida de maquis de Quico Sabaté, va ser detingut el 5 de gener de 1946 a Puigcerdà, però va poder escapolir-se tres setmanes després gràcies a un suborn al coronel que instruïa el seu cas i va fugir cap a València on tenia familiars, retornant en poc temps de nou a Carcasona.
Va continuar la seva labor d'escriptor i historiador, col·laborant des de França en diferents publicacions, com en els Papeles de Son Armadans que editava Cela.
Va poder per fi tornar a Espanya el 1962, gràcies a l'amnistia concedida per Franco amb motiu de la coronació del Papa Joan XXIII. Va participar en la fundació de l'editorial Alfaguara i es va afiliar al Sindicat de Periodistes de Catalunya, amb els quals va seguir la seva incansable lluita per la llibertat, donant a conèixer en les seves obres la vida i afanys de combatents espanyols contra el nazisme i contra el franquisme, que havien estat oblidats en finalitzar la lluita. Va col·laborar també en diferents publicacions i diaris com Historia y Vida, El Correo Catalán, Historia 16, Nueva Historia, El Periódico, Diari de Barcelona i El Correo de Andalucia, a més d'en revistes literàries com Insula, Letras i Índice de Artes i documentals ja fora com guionista-documentalista o com a actor, com La guerrilla de la memoria.
Va morir a l'Hospital de la Santa Creu i Sant Pau, des del qual ell mateix havia recollit i evacuat a tants ferits republicans en els anys 1938-1939, la nit del 27 al 28 de maig del 2007, sense poder veure sortir a la llum l'últim llibre que havia redactat, sobre aspectes polítics de la vida de Picasso.

## Obra publicada
- La venganza (novel·la)
- Los años oscuros de la transición española
- Los que SÍ hicimos la guerra
- Un soldado de la República
- Francia: verano de 1944
- El holocausto de los republicanos españoles: vida y muerte, en los campos de exterminio alemanes (1940–1945)
- Guerrillas españolas (1936–1960)
- Españoles en los maquis franceses
- Los cerdos del comandante (españoles en los campos de exterminio alemanes)
- Morir por la libertad: españoles en los campos de exterminio
- Los vencidos y el exilio
- Años de muerte y de esperanza
- Crónica negra de la transición española 1976–1985
- Las guerras de los niños republicanos 1936–1995
- Los senderos de la libertad (Europa 1936–1945)
- Los niños republicanos en la guerra de España
- La guerrilla española en la II guerra mundial ¡Destruir la columna alemanya!
- Republicanos españoles en la Segunda Guerra Mundial
- El mensaje de otros mundos
- Las guerras de Picasso (2007)

## Fons personal
El seu fons personal es conserva a l'Arxiu Nacional de Catalunya. El fons documental aplega la documentació generada i rebuda per Eduard Pons Prades, com a resultat principalment de la seva activitat personal i creativa. Inclou documentació personal i familiar relativa, com a elements més destacats, a la seva estada a la presó, la participació en la guerrilla, l'etapa clandestina i la de residència a França. Aplega la documentació sobre la seva vinculació laboral amb editorials (Alfaguara i Salvat) i premsa ("Mundo Diario" i "Diario de Barcelona", entre altres capçaleres). De molt, però, pel que fa al volum i importància, cal destacar la documentació relativa a la recerca historiogràfica i a la preparació i publicació de més de quaranta estudis relatius a la Guerra Civil i la Segona Guerra Mundial, sempre amb els lluitadors republicans com a protagonistes. El fons incorpora també materials per a guions audiovisuals i esborranys de l'obra narrativa, així com a articles, preferentment d'opinió, publicats a diversos mitjans catalans i espanyols. Hi trobem també un volum important de correspondència, essent d'especial valor la intercanviada amb personatges i familiars d'excombatents republicans. El fons inclou documentació sobre la militància política i l'activitat associativa, d'entrevistes, participació en actes i col·loquis o invitacions. Així mateix, incorpora valuoses peces de documentació personal i memòries i escrits d'antics guerrillers aplegats pel productor. També inclou dossiers temàtics sobre diverses qüestions històriques i d'actualitat, així com un important volum de publicacions periòdiques. En el seu conjunt, el fons permet una rica aproximació a la història dels combatents republicans durant la Segona Guerra Mundial i el franquisme.